# مصفاة مزدوجة
المصفاة المزدوجة أو مصفاة السلة المزدوجة هي نوع من المصافي المدمجة في الوقود أو الزيت أو الماء تستخدم لإزالة جزيئات كبيرة من الأوساخ و الحطام. يتكون نظام المصفاة المزدوجة عادة من حالتين منفصلتين سلال المصفاة. يحتوي النظام أيضا على مقبض صمام موضوع بين السليتن لتحويل السائل إلى مصفاة أثناء تنظيف الأخرى. سيعمل الصمام تلقائيا في بعض المصافي وستقوم المصفاة بعملية التنظيف الذاتي. تُثبت هذه الأنواع من المصافي في أنظمة خطوط الأنابيب حيث لا يمكن إيقاف التدفق.
هي قادة على ترشيح جزيئات بحجم 40 مكرومتر. تستخدم مصافي السلة في الصناعات التي تكون فيها الشوائب صلبة في الغالب. من السهل صيانة هذه المصافي عكس أنواع المصافي الأُخَر . تستخدم المصافي المزدوجة أساسًا في صناعات مختلفة مثل صناعة المعالجة وصناعة الطاقة والصناعة الكيميائية وصناعة النفط والغاز وصناعة اللب والورق وصناعة الأدوية والمعادن وصناعة التعدين وإدارة المياه والنفايات وصناعة مكافحة الحرائق و المصافي ومصانع البتروكيماويات. تستخدم المصافي لإزالة العناصر الخطرة التي قد تتسبب في انهيار جزئي أو كامل للعمليات إذا دخلت إلى النظام.